# گراتی
گِراتی روستای است از توابع دهستان آذری بخش مرکزی شهرستان اسفراین واقع در حاشیه جاده اسفراین به سبزوار و ۲۳ کیلومتری جنوب شرق اسفراین، فاصله تا سبزوار ۸۷ کیلومتر.

## جمعیت
براساس سرشماری در سال ۱۳۹۰، جمعیت روستای گِراتی ۸۲۲ نفر و ۲۲۵ خانوار بوده است. که از این تعداد، ۳۹۲ نفر مرد و تعداد ۴۳۰ نفر زن می‌باشد. طبق اطلاعات جمع‌آوری شده از خانهٔ بهداشت روستا، جمعیت کل گِراتی تا آخر سال ۱۳۹۲ هجری شمسی برابر با ۸۱۳ نفر از ۲۲۳ خانوار می‌باشد که از این تعداد، ۳۹۳ نفر مرد و تعداد ۴۲۰ نفر زن می‌باشد. قابل ذکر است که جمعیت روستای گِراتی در سرشماری سال ۱۳۴۵ ،۸۲ خانوار و ۳۴۹ نفر بوده است.

## زبان
زبان وگویش روستا شامل:تاتی، کرمانجی، ترکی، بلوچی.

## طوایف
طایفه‌های روستا
اهالی این روستا ترکیبی از اقوام مختلف هستند که بمرور زمان وپیوندهای خویشاوندی نمونه ای از همزیستی مسالمت آمیز را در این محل تجربه کرده و بوجود آورده‌اند.
این اقوام شامل کرمانج‌ها (ازطایفه قولانلو) که بومیان اصلی این منطقه هستند تاتها که مهاجرین از مناطق سبزوار بوده‌اند. ترک‌ها که عمدتاً از منطقه جوین به این منطقه مهاجرت کرده‌اند شیرازی‌ها یا با سوری‌ها که مهاجر ازبویراحمد وفارس بوده و بلوچ‌ها یا چوبدارها که آنها نیز مهاجر بوده و در اینجا ساکن هستند.

## آثار قدیمی
گراتی چه آثاری قدیمی داشته ودارد؟
۱- آسیاب آبی قدیمی:
این آسیاب دقیقاً درمکانی روبروی درب حیاط فعلی آقای عزیز نظری (پشت دیوار منزل غلامعباس شاکری) قرار داشت.
کانالی که آب را از قنات به این آسیاب هدایت می‌کرد از مسیری که کنار دیوار فعلی حیاط گلمحمد نوری بود به آن وصل می‌شد. ارتفاع زمین از روبروی منزل ملا (پدر رمضان قربانی) و ادامه آن در کنار دیوار حیاط نوری اثر همان کانال است که بر روی خاکریزی بلند کشیده شده بود. به این کانال آب که در نقطه اتصال به چاه حدود دوتا سه متر بلندتر از سطح زمین بود مثانه (مسانه ؟) می‌گفتند. باتوجه به معنای واژه مثانه در بدن انسان که معنای آبدان را دارد احتمالاً مثانه درستر باشد چرا که گفتن مثانه به این مکان احتمالاً به دلیل شباهت کارکردی آن با مثانه انسان بوده است.
تا چند سال بعد انقلاب نیز ساختمان آسیاب و کانال آب برپا بود و چاه آب یا همان محلی که آب درون آن سرازیر می‌شد تا از آنجا سنگ بزرگ آسیاب را بچرخاند نیز دایر بود. این چاه دارای دهانه ای تقریباً به شعاع یک ونیم متر وعمق حدوداً سه متر بود که با آجر وبه شکل زیبایی از کف تا بالا آجر چینی شده بود.
آخرین استفاده از این چاه مربوط به سالهای ۵۹ یا ۶۰ و ایده برادران سرپوشی یعنی باباخان و بهرام و صفرعلی، برای تبدیل آن به یخچال طبیعی بود که در زمستان اقدام به ریختن برف درآن نمودند وسپس باکاه وخاک روی آن را پوشاندند تا بعنوان یک یخچال طبیعی درگرمای تابستان از یخ آن استفاده شود اما متأسفانه این ایده خوب به ثمر ننشست وبرفها آب شد وجز گل ولای درآن چیزی باقی نماند.
چندین سال بعد و بمنظور بهسازی روستا متأسفانه این اثر تاریخی تخریب شد ومکان آن صاف گردید.
۲- قلعه کهنه:
یکی دیگر از آثار مهم وقدیمی گراتی قلعه کهنه بوده که متأسفانه این اثر هم به دلیل بی‌توجهی تخریب گردیده است.
از تاریخ وچگونگی ساخت این قلعه فعلاً اطلاعی نداریم.
این قلعه که بر سیاق آبادی‌های زمان خود محصور در دیوارهای بلند با برجهای دیده‌بانی ودفاعی در گوشه‌هایش بوده، تخمین زده می‌شود مساحتی بالغ بر ۴۰۰۰ متر مربع داشته است، زیرا دو دیوار شمالی وشرقی آن که تا چندی قبل برپا بودند تقریباً ۲۰۰ متر طول داشتند البته دیوار شرقی آن کمی بیش از دیوار شمالی بود.
دروازه ورودی در سمت دیوار شمالی بوده و دیوارهای جنوبی وغربی آن از زمانی که به یاد داریم وجود نداشتند که معلوم نیست تخریب شده یا شاید هم اساساً قلعه تازه ساز بوده و فرصتی برای تکمیل وساخت کاملش بوجود نیامده است.
```
از آثار باقی مانده قلعه کاملاً معلوم بود که درسمت گوشه شمال غربی آن حیاط کربلایی ملاعلی (ذبیحی) آخرین بنای داخل قلعه بوده زیرا امتداد خانه‌های هم شکل بعد از آن حیاط به سمت جنوب بیانگر این مطلب بود، چرا که دیگر خانه‌های ساخته شده (در غرب آن) هم خارج از آن ردیف ونظم این بخش بود وهم شکل معماری متفاوتی داشت. آن خانه‌ها تا کنار حمام قدیمی روستا امتداد یافته بود.
```

آخرین کسانی که در خانه‌های سمت غربی قلعه زندگی می‌کردند مرادعلی سرپوشی (که تا این اواخر پسرش مصیب در آن زندگی می‌کرد)، قربانعلی از طایفه باسوری‌ها، یوسفعلی یوسفی، رضاقلی ارژنگ، محمدعلی که بعداً به روستای عباس‌آباد مهاجرت کرد، محمدرضا قوامیان و آقای غلامرضا رضایی از این جمله افراد بودند.
از بناهای عمومی داخل قلعه کهنه:
الف) مدرسه قدیمی روستا بود در وسط قلعه و البته کمی نزدیکتر به دیواره دروازه وضلع غربی آن.
ب) حسینیه قدیمی در ضلع جنوب شرقی مدرسه و نزدیک به دیوار شرقی وجنوبی.
ج) حمام عمومی (با دوش) که بعد از حمام قدیمی خزینه ای ساخته شد و دقیقاً مابین ضلع جنوب شرقی مدرسه وروبروی حسینیه بود.
آخرین ساکنان قلعه کهنه
پس از ورود به داخل قلعه از درب ورودی که در قسمت شمالی آن بود، در امتداد دست راست به سمت جنوب ودست چپ به سمت شرق و سپس جنوب تا این اواخر یعنی تاحدود ۲۰ سال قبل خانه‌های مسکونی وجود داشت و مردم در آن زندگی می‌کردند.
البته سمت جنوبی قلعه حداقل از ۵۰ سال قبل خالی از سکنه بوده و در دوره ای که به یاد داریم کسی در آنجا زندگی نمی‌کرد.
اما ساکنین ضلع غربی به ترتیب خانواده‌های زیر بودند:
کربلای ملا علی ذبیحی.
اسدالله صفری.
فردی معروف به علی اکبر الستی که بعداً به روستای خودشان یعنی الست کوچ کردند.
مادر حسن شیرخانی.
کریم خان (باسوری) از طایفه شیرازی.
درضلع شمالی این خانواده‌ها ساکن بودند:
علی جلینی که بعدها به زادگاه خود جلین سبزوار کوچ کرد.
حسین داوطلب (به سبزوار مهاجرت کرد) و مادر بزرگش.
سید احیا آزاد منجیری.
قربان باشتینی.
درضلع شرقی این خانواده‌ها ساکن بودند:
سید محمدرضا آزاد منجیری
برات معروف به برات سبیل
و یکی دو خانواده دیگر هم که در کنارشان بودند.
۴-قلعه کهنه
بناهای عمومی داخل قلعه کهنه:
دبستان روستا
مهم‌ترین بنای عمومی که در داخل قلعه کهنه وجود داشت، دبستان روستا بود. این دبستان که حدود بیش از بیست سال قبل از انقلاب ساخته شده بود درنوع خود بنایی جدید وشیک محسوب می‌گردید.
بسیاری از اهالی روستا در این دبستان درس خواندند. حدود یکی دوسال قبل از انقلاب که جمعیت افزایش پیدا کرد، دیگر این مدرسه گنجایش همه دانش آموزان را نداشت بنابراین برای اولین بار بچه‌های کلاس چهارم و پنجم به محل خانه‌های تازه ساخته شده حسین وظیفه‌شناس معروف به حسین قربان منتقل شدند وآنجا بطورموقت تبدیل به مدرسه شد.
موقعیت کلی اولین دبستان گراتی:
پس از ورود به داخل قلعه کهنه، به فاصله حدود ۵۰ متر وتقریبا در وسط بنا، ساختمان مدرسه با دو پنجره در طرفین درب کوچک ورودیش که همگی چوبی وبا رنگهای آبی، نمایان بود.
وارد ساختمان که می‌شدید، ابتدا یک اتاق تقریباً ۵ در۳ درسمت راست که دراین اواخر مخصوص کلاس پنجمی‌ها بود. اتاقی کوچکتر درسمت چپ که اتاق دفتر مدرسه ومحل استقرار مدیر ومعلم بود.
راهروی مدرسه تقریباً با عرض سه متر و طول ۷متر به حیاط ختم می‌شد، قبل از رسیدن به دربی که رو به حیاط باز می‌شد، دو اتاق دیگر هم در طرفین راست وچپ حدوداً با ابعاد ۳در ۴ یا کمی بیشتر قرار داشتند.
درمجموع کلاس پنجم وچهارم هریک اتاق جداگانه و کلاسهای اول تا سوم نیز در یک اتاق یا کلاس می‌نشستند.
حیاط مدرسه نیز با دیوار گلی به ارتفاع حدوداً دو و نیم متر وطولی تقریباً ده متر وباعرض تقریبی هشت متر، محصور شده بود.
در داخل حیاط روبروی پنجره اتاقی که در سمت راست قرار داشت، حوض سیمانی کوچکی بود که شیر آبی بر روی آن نصب بود و محل شستشوی دستها وآبخوری بچه‌ها بود. درانتهای سمت راست حیاط مدرسه نیز دو دهانه توالت وجود داشت.
صحن حیاط خاکی بود وهیچ درخت یا گیاه یا سازه‌ای در آن وجود نداشت.
ساختمان این مدرسه که می‌توانست بعنوان نماد علم ودانش گذشته روستا نگهداری شود متأسفانه طی بیست سال گذشته تخریب گردیده است.
دیگر بناهای عمومی داخل قلعه کهنه
حسینیه
پس از ورود به داخل قلعه و پیچیدن به سمت چپ ورفتن به سمت جنوب وعبور از دیوار مدرسه، به فاصله کمتر از صد متر در دست چپ چهاردیواری بزرگی توجه انسان را به خود جلب می‌کرد.
این بنای بدون سقف تقریباً مربع شکل ودارای دیوارهای کاهگل اندود بلندی بود که علاوه بر هیبتی که داشت زیبایی خاصی هم ایجاد کرده بود.
ارتفاع دیوارها بیش از دو متر وطول وعرض آن هریک حدود بیست متر می‌شد. تنها درب ورود وخروج آن هم در سمت غربی بود.
تاحدود سال ۱۳۵۰ مراسم عزاداری محرم در همین مکان برگزار می‌شد، سپس با ساخت مسجد کنونی روستا این مکان رها گردید.
آخرین استفاده این مکان درسالهای بعد از ساخت مسجد جدید تبدیل آن به محل انبار کاه و در مواقعی هم نگهداری شتران عشایری بود که بعد از ورود غیرمجاز آن شترها به مزارع روستا (و اصطلاحاً خرابی کردن) درآنجا نگهداری یا به تعبیر بهتر، بازداشت می‌شدند.